# Elten
Elten is een aan de noordoever van de Rijn gelegen dorp in de Duitse gemeente Emmerik. Het ligt dicht tegen de Nederlandse grens nabij Lobith.
Elten behoort tot de deelstaat Noordrijn-Westfalen. Het is noordwestelijk van Emmerik gelegen en zuidwestelijk van het Nederlandse 's-Heerenberg. Hoog-Elten (82 m) ligt op de uitlopers van het hoofdzakelijk in Nederland gelegen Montferland.

## Geschiedenis

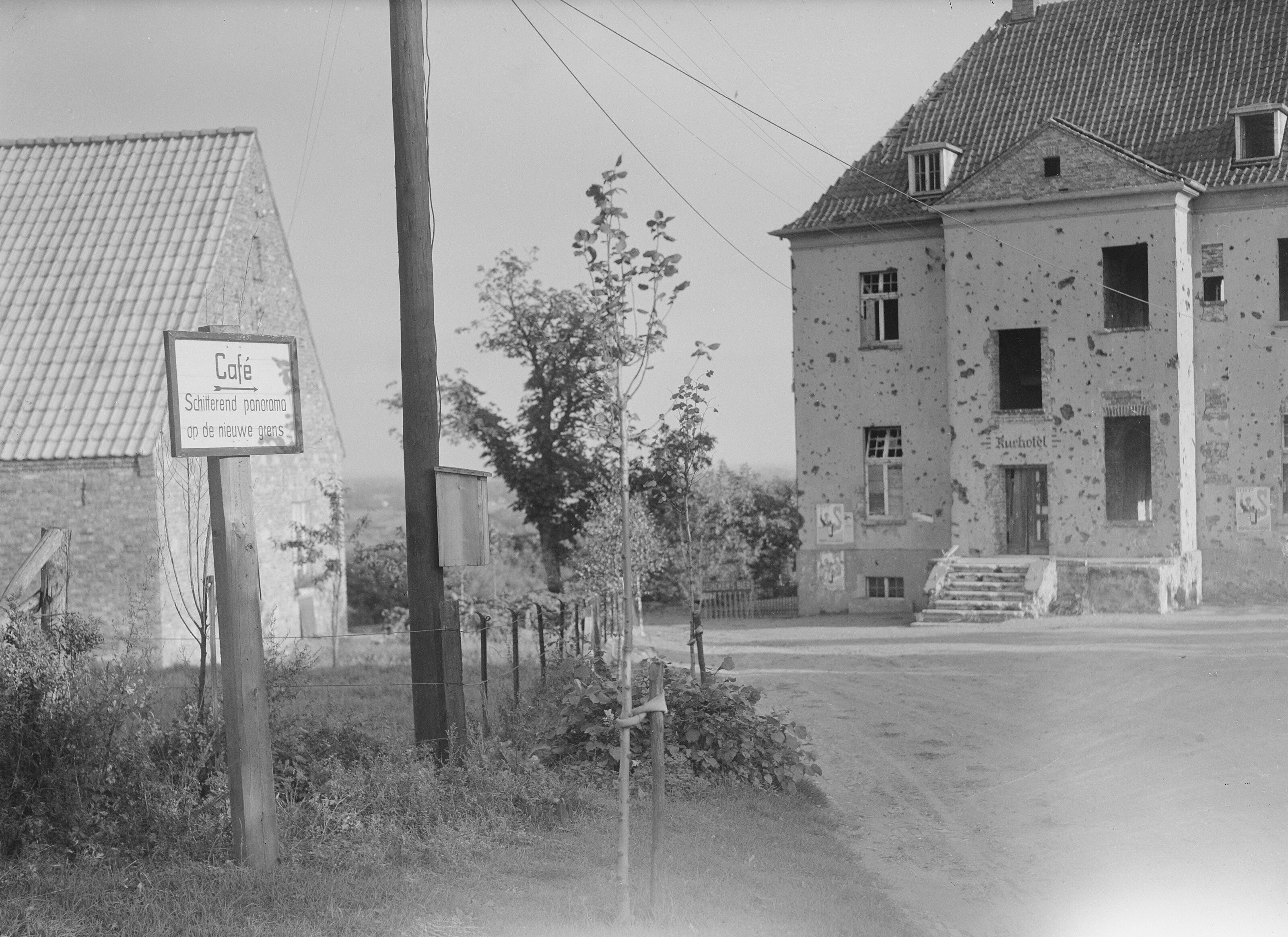
Een bordje voor het door geschut beschadigde Kurhotel in Hoog-Elten kondigt een prachtig uitzicht op de nieuwe grens aan, 1949.

In de middeleeuwen was Elten aanvankelijk bezit van het hertogdom Gelre. In 1355 kwam het dorp bij het hertogdom Kleef. In 1666 kwam Elten in bezit van Brandenburg. In 1701 werd het dorp Pruisisch bezit. Was het land rond Kleef voordien nog Nederlandstalig, na de Pruisische annexatie nam de invloed van het Duits als officiële taal sterk toe. Dit versterkte zich nog in 1815, na de napoleontische oorlogen.
Het dorp is aan drie kanten omgeven door Nederland. Op 23 april 1949 is het ter compensatie voor de Duitse bezetting tijdens de Tweede Wereldoorlog aan Nederland toegewezen. Dit heeft geduurd tot 1 augustus 1963, toen het weer Duits werd.
Elten is een dorp waar inwoners van Duitse en Nederlandse origine samen een hechte gemeenschap vormen. De Nederlandse 'grensarbeiders' zijn vooral werkzaam in de regio Arnhem.

## Butternacht
Van de overgang van Nederland naar Duitsland hebben veel exporteurs geprofiteerd. Op 31 juli 1963 plaatsten zij een groot aantal vrachtwagens met te exporteren goederen (voornamelijk boter) in het toen nog Nederlandse Elten. De volgende dag stonden de volgeladen vrachtwagens in Duitsland. Omdat importheffingen alleen van toepassing zijn op goederen die een grens oversteken, werden hiermee de gebruikelijke invoerrechten omzeild. De ondernemers verdienden aan deze fiscale vondst vermoedelijk 50 tot 60 miljoen Nederlandse gulden Deze gebeurtenis werd bekend als de Eltener Butternacht.

## Verkeer en vervoer
Elten is bekend als grensovergang waar de Nederlandse A12 aansluit op de Duitse A3.
Per bus is Elten vanuit Emmerik bereikbaar met NIAG-buslijn 94 en vanuit het Nederlandse Zevenaar en Lobith met buurtbuslijn 566 van Breng.
Elten had tussen 1856 en 1966 een station aan de spoorlijn Arnhem - Emmerik. Na ruim 50 jaar verstoken te zijn geweest van een station heropende op 1 juli 2019 het nieuwe station Emmerich-Elten.